# 本杰明·唐克斯

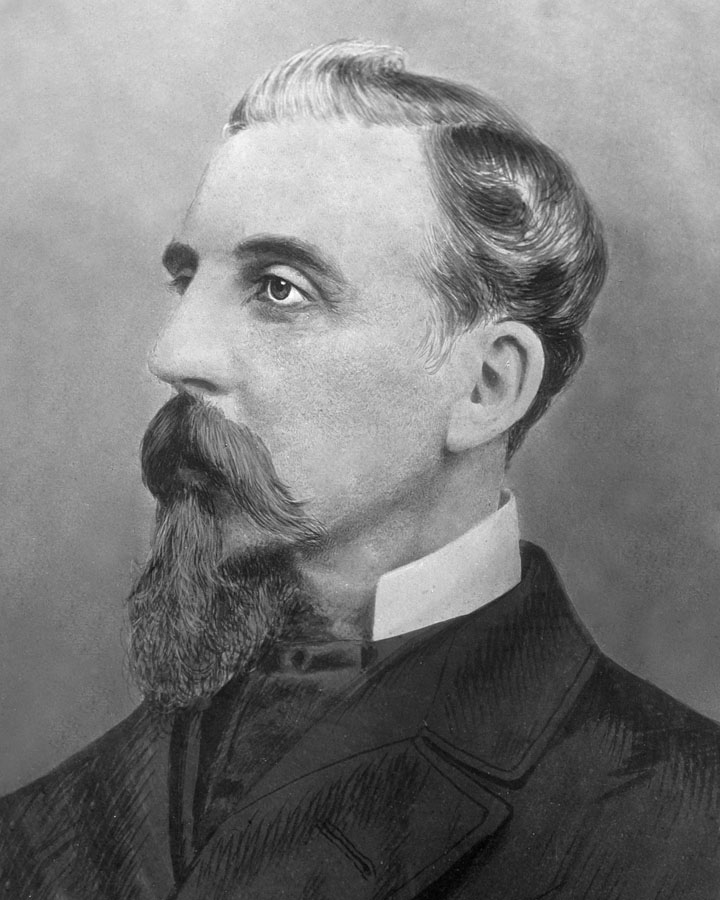
本杰明·唐克斯 (Benjamin Tonks) 于 1875 年至 1876 年担任奥克兰市市长

本杰明·唐克斯（1832年—1884年6月27日），是19世纪新西兰奥克兰的市长和国会议员。
他于1871年当选为奥克兰省议会议员，在第6届和第7届议会中代表帕内尔选区，直到1876年省政府被废除。
从1875年到1876年，他担任奥克兰市市长。
在1876年乔治·格雷辞职后举行的补选中，他当选为代表奥克兰西选区的国会议员。他于1877年辞职。
1884年6月27日，他在位于雷穆拉的家中去世。 